# 上林村
上林村（かみばやしむら）は、かつて新潟県南蒲原郡にあった村。

## 沿革
- 1889年（明治22年）4月1日 - 町村制の施行により、南蒲原郡石上村及び下栗林村の区域をもって、南蒲原郡上林村が発足する。
- 1901年（明治34年）11月1日 - 南蒲原郡上林村及び旭村が合併して、南蒲原郡栗林村が発足する。